# Сезарија Евора
Сезарија Евора (порт. Cesária Évora; 27. август 1941 — 17. децембар 2011.) је била певачица са Зеленортских Острва. Светску славу је стекла изводећи традиционалну музику своје земље. Наступала је увек боса због чега је пратио надимак „босонога дива“ (порт. a diva dos pés descalços). Певала је зеленортском креолском дијалекту португалског језика.

## Биографија
Евора је рођена 27. августа 1941. у градићи Минделу на Зеленортском острву Сао Висенте у бројној и сиромашној породици. Веома рано, са седам година је остала без оца, а већ у десетој години завршила је у сиротишту јер њена мајка није била у могућности да самостално подиже шесторо деце. У сиротишту је први пут дошла у додир са музиком певајући у хору. Са непуних шеснаест година наступала је по морнарским тавернама. Током шездесетих година прошлог века забавља је својим певањем путнике португалских бродова који су пристајали у њеном родном граду Минделу, а често је певала и на локалом радију.
Веома рано је ступила у контакт са композитором Франсиском Хавијером да Крузом, творцем посебног зеленортском музичког стила званог морна. Била је то мешавина португалског фада, традиционалне музике Африке и бразилских ритмова. Иако је захваљујући том познанству постала локална краљица морне, њен материјални статус је и даље био јако тежак, а зараде од наступа су биле довољне тек да покрију основне трошкове. Након стицања независности Зеленортских Острва 1975. нову младу државу је захватила тешка економска криза, а португалски бродови више нису пристајали у локалне луке. Барови су опустели и Сезарија је била присиљена да одустане од музике и посвети се бризи за властиту породицу.
Еворијина музичка пауза трајала је пуних десет година, све до 1985. када се вратила музици и уз помоћ неких пријатеља успела да оде на турнеју по Португалу. Током једног наступа у Лисабону приметио је француски музичар пореклом са Зеленортских острва Жозе да Силва који је успео да је наговори да отпутује у Француску и да у Паризу покуша да направи међународу каријеру.
У Паризу је 1988. снимила свој албум првенац La Diva Aux Pieds Nus (Босонога дива), а песма Sodad са тог албума постигла је велики успех на француским топ-листама. Француску публику Сезарија је освојила својим једноставним и крајње неубичајеним наступима за то време. На сцени је стајала босонога без пратећих вокала и других техничких детаља, и више је личила на неку остарелу и запуштену слушкињу него на певачицу. Ослањала се само на свој глас. Сетни глас и потпуна преданост током наступа отворили су јој врата светске музичке сцене.
Албум Miss Perfumado који је издала 1992. донео јој је светску славу, а продат је у преко 300.000 копија широм света. Албум Cesária из 1995. донео јој је и прву номинацију за музичку награду Греми. Године 1997. добила је три награде „КОРА“ (свеафричке музичке награде) у категоријама најбољи вокал, најбољи албум и специјална награда жирија за заслуге. За албум Voz d'Amor је 2004. освојила је награду Греми у категорији World music. Француски председник Николас Саркози јој је 2009. доделио орден Легије части за заслуге.
Еворија је целог свог живота била страствени пушач. Дуван и алкохол су негативно утицали на њено здравље. Борила се са дијабетесом, срчаним и респираторним проблемима који су је присилили да у септембру 2011. и коначно прекине музички каријеру. У интервју магазину Монд је свега неколико дана пре смрти изјавила „Изузетно ми је жао што морам да прекинем са наступима због болести, али немам више ни снаге ни енергије. Моја жеља је била да и даље пружам задовољство онима који су ме слушали дуги низ година. Морам да кажем мојој публици да ми је жао, али да морам да идем, више немам снаге“.
Преминула је у свом родном граду Минделу 17. децембра 2011. у седамдесетој години живота од последица кардиоваскуларне инсуфицијенције. Сахрањена је у свом родном граду 20. децембра уз највише државничке почасти и уз присуство више хиљада обожавалаца.
Током каријере више пута наступала је и у Србији, а последњи наступ у Београду одржала је 5. октобра 2009. у препуној дворани Сава центра.

## Дискографија

### Студијски албуми
- (1988)
- (1990)
- (1991)
- (1992)
- ' (1995)
- (1997)
- (1999)
- (2001)
- (2003)
- (2006)
- (2009)

### Компилације и албуми са наступа
- (Компилација бест оф, 1994.)
- (Ремикс албум, 1996.)
- (Наступ у париској Олимпији, 1996.)
- (1997.)
- (Наступ у Лугану, 1997.)
- (Бест оф компилација, 1998.) Канадска дискографска асоцијација: Злато[12]
- (Бест оф компилације, 2002.)
- (Двоструки ЦД едиције Anthology, 2004.)
- (ДВД издање са наступа у Le Grand Rex у Паризу, 2004.)